# Ari Hjelm
Ari Juhani Hjelm (Tampere, 24 februari 1962) is een Fins voetbalcoach en voormalig voetballer.

## Clubcarrière
Hjelm, die als aanvaller speelde, begon zijn loopbaan in 1981 bij FC Ilves. In 1988 stapte hij over naar Stuttgarter Kickers om na twee seizoenen terug te keren bij Ilves. Hierna wisselde hij FC St. Pauli en Ilves af om zijn loopbaan in 1996 bij HJK Helsinki te besluiten. Met Ilves werd hij in 1983 Fins kampioen en won hij de nationale beker in 1990. Met Helsinki won hij in 1996 ook de beker. In 1987 werd hij uitgeroepen tot Fins voetballer van het jaar.

## Interlandcarrière
Voor het Fins voetbalelftal kwam Hjelm exact 100 keer in actie waarbij hij twintig doelpunten maakte. Hij debuteerde op 16 maart 1983 in het vriendschappelijke duel tegen Oost-Duitsland, en scoorde bij zijn debuut. Zijn honderdste en laatste interland volgde exact dertien jaar later, op 16 maart 1996 tegen Koeweit.
| Interlands van Ari Hjelm voor Finland | Interlands van Ari Hjelm voor Finland | Interlands van Ari Hjelm voor Finland    | Interlands van Ari Hjelm voor Finland | Interlands van Ari Hjelm voor Finland | Interlands van Ari Hjelm voor Finland |
| №                                     | Datum                                 | Wedstrijd                                | Uitslag                               | Competitie                            | Goals                                 |
| Als speler van Ilves Tampere          | Als speler van Ilves Tampere          | Als speler van Ilves Tampere             | Als speler van Ilves Tampere          | Als speler van Ilves Tampere          | Als speler van Ilves Tampere          |
| ------------------------------------- | ------------------------------------- | ---------------------------------------- | ------------------------------------- | ------------------------------------- | ------------------------------------- |
| 1                                     | 16 maart 1983                         | Duitse Democratische Republiek – Finland | 3 – 1                                 | Oefeninterland                        | 82'                                   |
| 2                                     | 17 april 1983                         | Polen – Finland                          | 1 – 1                                 | EK-kwalificatie                       |                                       |
| 3                                     | 4 mei 1983                            | Finland – Polen                          | 0 – 4                                 | OS-kwalificatie                       |                                       |
| 4                                     | 18 mei 1983                           | Finland – Duitse Democratische Republiek | 0 – 1                                 | OS-kwalificatie                       |                                       |
| 5                                     | 25 mei 1983                           | Polen – Finland                          | 3 – 2                                 | OS-kwalificatie                       | Goal · Goal                           |
| 6                                     | 15 juni 1983                          | Finland – Noorwegen                      | 1 – 1                                 | OS-kwalificatie                       |                                       |
| 7                                     | 24 augustus 1983                      | Finland – Denemarken                     | 0 – 0                                 | OS-kwalificatie                       |                                       |
| 8                                     | 7 september 1983                      | Finland – Zweden                         | 0 – 3                                 | Nordic Cup                            |                                       |
| 9                                     | 5 oktober 1983                        | Duitse Democratische Republiek – Finland | 1 – 0                                 | OS-kwalificatie                       |                                       |
| 10                                    | 26 oktober 1983                       | Noorwegen – Finland                      | 4 – 2                                 | OS-kwalificatie                       |                                       |
| 11                                    | 20 februari 1984                      | Finland – Verenigde Staten               | 0 – 1                                 | Oefeninterland                        |                                       |
| 12                                    | 9 maart 1984                          | Koeweit – Finland                        | 1 – 0                                 | Oefeninterland                        |                                       |
| 13                                    | 16 augustus 1984                      | Finland – Mexico                         | 0 – 3                                 | Oefeninterland                        |                                       |
| 14                                    | 12 september 1984                     | Finland – Polen                          | 0 – 2                                 | Oefeninterland                        |                                       |
| 15                                    | 17 oktober 1984                       | Engeland – Finland                       | 5 – 0                                 | WK-kwalificatie                       |                                       |
| 16                                    | 31 oktober 1984                       | Turkije – Finland                        | 1 – 2                                 | WK-kwalificatie                       | 10'                                   |
| 17                                    | 14 november 1984                      | Noord-Ierland – Finland                  | 2 – 1                                 | WK-kwalificatie                       |                                       |
| 18                                    | 20 november 1984                      | Saoedi-Arabië – Finland                  | 2 – 1                                 | Oefeninterland                        | Goal                                  |
| 19                                    | 22 november 1984                      | Qatar – Finland                          | 2 – 2                                 | Oefeninterland                        |                                       |
| 20                                    | 24 november 1984                      | Qatar – Finland                          | 1 – 1                                 | Oefeninterland                        | Goal                                  |
| 21                                    | 23 januari 1985                       | Spanje – Finland                         | 3 – 1                                 | Oefeninterland                        |                                       |
| 22                                    | 8 februari 1985                       | Chili – Finland                          | 2 – 0                                 | Oefeninterland                        |                                       |
| 23                                    | 14 februari 1985                      | Uruguay – Finland                        | 2 – 1                                 | Oefeninterland                        |                                       |
| 24                                    | 17 februari 1985                      | Ecuador – Finland                        | 3 – 1                                 | Oefeninterland                        |                                       |
| 25                                    | 26 februari 1985                      | Mexico – Finland                         | 2 – 1                                 | Oefeninterland                        |                                       |
| 26                                    | 17 april 1985                         | Polen – Finland                          | 2 – 1                                 | Oefeninterland                        |                                       |
| 27                                    | 22 mei 1985                           | Finland – Engeland                       | 1 – 1                                 | WK-kwalificatie                       |                                       |
| 28                                    | 28 augustus 1985                      | Roemenië – Finland                       | 2 – 0                                 | WK-kwalificatie                       |                                       |
| 29                                    | 25 september 1985                     | Finland – Turkije                        | 1 – 0                                 | WK-kwalificatie                       |                                       |
| 30                                    | 22 januari 1986                       | Portugal – Finland                       | 1 – 1                                 | Oefeninterland                        | 14'                                   |
| 31                                    | 21 februari 1986                      | Bahrein – Finland                        | 0 – 0                                 | Oefeninterland                        |                                       |
| 32                                    | 24 februari 1986                      | Bahrein – Finland                        | 0 – 4                                 | Oefeninterland                        |                                       |
| 33                                    | 28 februari 1986                      | Saoedi-Arabië – Finland                  | 0 – 1                                 | Oefeninterland                        |                                       |
| 34                                    | 17 april 1986                         | Brazilië – Finland                       | 3 – 0                                 | Oefeninterland                        |                                       |
| 35                                    | 7 mei 1986                            | Sovjet-Unie – Finland                    | 0 – 0                                 | Oefeninterland                        |                                       |
| 36                                    | 6 augustus 1986                       | Finland – Zweden                         | 1 – 3                                 | Oefeninterland                        |                                       |
| 37                                    | 20 augustus 1986                      | Finland – Duitse Democratische Republiek | 1 – 0                                 | Oefeninterland                        | 61'                                   |
| 38                                    | 10 september 1986                     | Finland – Wales                          | 1 – 1                                 | EK-kwalificatie                       | 11'                                   |
| 39                                    | 15 oktober 1986                       | Tsjecho-Slowakije – Finland              | 3 – 0                                 | EK-kwalificatie                       |                                       |
| 40                                    | 29 oktober 1986                       | Denemarken – Finland                     | 1 – 0                                 | EK-kwalificatie                       |                                       |
| 41                                    | 18 maart 1987                         | Polen – Finland                          | 3 – 1                                 | Oefeninterland                        |                                       |
| 42                                    | 1 april 1987                          | Wales – Finland                          | 4 – 0                                 | EK-kwalificatie                       |                                       |
| 43                                    | 29 april 1987                         | Finland – Denemarken                     | 0 – 1                                 | EK-kwalificatie                       |                                       |
| 44                                    | 28 mei 1987                           | Finland – Brazilië                       | 2 – 3                                 | Oefeninterland                        | 15'                                   |
| 45                                    | 9 september 1987                      | Finland – Tsjecho-Slowakije              | 3 – 0                                 | EK-kwalificatie                       | 29'                                   |
| 46                                    | 7 februari 1988                       | Malta – Finland                          | 2 – 0                                 | Malta Toernooi                        |                                       |
| 47                                    | 13 februari 1988                      | Finland – Tunesië                        | 3 – 0                                 | Malta Toernooi                        |                                       |
| 48                                    | 19 mei 1988                           | Finland – Colombia                       | 1 – 3                                 | Oefeninterland                        |                                       |
| Als speler van Stuttgarter Kickers    |                                       |                                          |                                       |                                       |                                       |
| 49                                    | 4 augustus 1988                       | Finland – Bulgarije                      | 1 – 1                                 | Oefeninterland                        |                                       |
| 50                                    | 31 augustus 1988                      | Finland – West-Duitsland                 | 0 – 4                                 | WK-kwalificatie                       |                                       |
| 51                                    | 19 oktober 1988                       | Wales – Finland                          | 2 – 2                                 | WK-kwalificatie                       |                                       |
| 52                                    | 11 januari 1989                       | Egypte – Finland                         | 2 – 1                                 | Oefeninterland                        |                                       |
| 53                                    | 22 maart 1989                         | Duitse Democratische Republiek – Finland | 1 – 1                                 | Oefeninterland                        |                                       |
| 54                                    | 31 mei 1989                           | Finland – Nederland                      | 0 – 1                                 | WK-kwalificatie                       |                                       |
| 55                                    | 4 oktober 1989                        | West-Duitsland – Finland                 | 6 – 1                                 | WK-kwalificatie                       |                                       |
| 56                                    | 15 februari 1990                      | Koeweit – Finland                        | 0 – 1                                 | Oefeninterland                        |                                       |
| 57                                    | 27 mei 1990                           | Zweden – Finland                         | 6 – 0                                 | Oefeninterland                        |                                       |
| Als speler van Ilves Tampere          |                                       |                                          |                                       |                                       |                                       |
| 58                                    | 12 september 1990                     | Finland – Portugal                       | 0 – 0                                 | EK-kwalificatie                       |                                       |
| 59                                    | 11 november 1990                      | Tunesië – Finland                        | 1 – 2                                 | Oefeninterland                        |                                       |
| 60                                    | 25 november 1990                      | Malta – Finland                          | 1 – 1                                 | EK-kwalificatie                       |                                       |
| 61                                    | 13 maart 1991                         | Polen – Finland                          | 1 – 1                                 | Oefeninterland                        |                                       |
| 62                                    | 5 juni 1991                           | Finland – Nederland                      | 1 – 1                                 | EK-kwalificatie                       |                                       |
| 63                                    | 9 oktober 1991                        | Finland – Griekenland                    | 1 – 1                                 | EK-kwalificatie                       |                                       |
| 64                                    | 30 oktober 1991                       | Griekenland – Finland                    | 2 – 0                                 | EK-kwalificatie                       |                                       |
| 65                                    | 12 februari 1992                      | Turkije – Finland                        | 1 – 1                                 | Oefeninterland                        |                                       |
| 66                                    | 3 juni 1992                           | Finland – Engeland                       | 1 – 2                                 | Oefeninterland                        | 27' (pen.)                            |
| 67                                    | 26 augustus 1992                      | Finland – Polen                          | 0 – 0                                 | Oefeninterland                        |                                       |
| 68                                    | 9 september 1992                      | Finland – Zweden                         | 0 – 1                                 | WK-kwalificatie                       |                                       |
| 69                                    | 7 november 1992                       | Tunesië – Finland                        | 1 – 1                                 | Oefeninterland                        | Goal                                  |
| 70                                    | 14 november 1992                      | Frankrijk – Finland                      | 2 – 1                                 | WK-kwalificatie                       |                                       |
| Als speler van FC St. Pauli           |                                       |                                          |                                       |                                       |                                       |
| 71                                    | 13 april 1993                         | Polen – Finland                          | 2 – 1                                 | Oefeninterland                        |                                       |
| 72                                    | 28 april 1993                         | Bulgarije – Finland                      | 2 – 0                                 | WK-kwalificatie                       |                                       |
| 73                                    | 13 mei 1993                           | Finland – Oostenrijk                     | 3 – 1                                 | WK-kwalificatie                       | 50'                                   |
| 74                                    | 25 augustus 1993                      | Oostenrijk – Finland                     | 3 – 0                                 | WK-kwalificatie                       |                                       |
| 75                                    | 8 september 1993                      | Finland – Frankrijk                      | 0 – 2                                 | WK-kwalificatie                       |                                       |
| 76                                    | 13 oktober 1993                       | Zweden – Finland                         | 3 – 2                                 | WK-kwalificatie                       |                                       |
| 77                                    | 10 november 1993                      | Israël – Finland                         | 1 – 3                                 | WK-kwalificatie                       | 73'                                   |
| 78                                    | 27 mei 1994                           | Italië – Finland                         | 2 – 0                                 | Oefeninterland                        |                                       |
| 79                                    | 2 juni 1994                           | Finland – Spanje                         | 1 – 2                                 | Oefeninterland                        |                                       |
| Als speler van Ilves Tampere          |                                       |                                          |                                       |                                       |                                       |
| 80                                    | 17 augustus 1994                      | Denemarken – Finland                     | 2 – 1                                 | Oefeninterland                        |                                       |
| 81                                    | 7 september 1994                      | Finland – Schotland                      | 0 – 2                                 | EK-kwalificatie                       |                                       |
| 82                                    | 12 oktober 1994                       | Griekenland – Finland                    | 4 – 0                                 | EK-kwalificatie                       |                                       |
| 83                                    | 26 oktober 1994                       | Estland – Finland                        | 0 – 7                                 | Oefeninterland                        | 32' 39'                               |
| 84                                    | 16 november 1994                      | Finland – Faeröer                        | 5 – 0                                 | EK-kwalificatie                       |                                       |
| 85                                    | 30 november 1994                      | Spanje – Finland                         | 2 – 0                                 | Oefeninterland                        |                                       |
| 86                                    | 14 december 1994                      | Finland – San Marino                     | 4 – 1                                 | EK-kwalificatie                       |                                       |
| Als speler van HJK Helsinki           |                                       |                                          |                                       |                                       |                                       |
| 87                                    | 16 februari 1995                      | Trinidad en Tobago – Finland             | 2 – 2                                 | Oefeninterland                        |                                       |
| 88                                    | 8 maart 1995                          | Tsjechië – Finland                       | 4 – 1                                 | Oefeninterland                        | 71'                                   |
| 89                                    | 29 maart 1995                         | San Marino – Finland                     | 0 – 2                                 | EK-kwalificatie                       |                                       |
| 90                                    | 26 april 1995                         | Faeröer – Finland                        | 0 – 4                                 | EK-kwalificatie                       | 54'                                   |
| 91                                    | 31 mei 1995                           | Finland – Denemarken                     | 0 – 1                                 | Oefeninterland                        |                                       |
| 92                                    | 11 juni 1995                          | Finland – Griekenland                    | 2 – 1                                 | EK-kwalificatie                       | 54'                                   |
| 93                                    | 16 augustus 1995                      | Finland – Rusland                        | 0 – 6                                 | EK-kwalificatie                       |                                       |
| 94                                    | 6 september 1995                      | Schotland – Finland                      | 1 – 0                                 | EK-kwalificatie                       |                                       |
| 95                                    | 4 oktober 1995                        | Finland – Turkije                        | 0 – 0                                 | Oefeninterland                        |                                       |
| 96                                    | 15 november 1995                      | Rusland – Finland                        | 3 – 1                                 | EK-kwalificatie                       |                                       |
| 97                                    | 9 februari 1996                       | Thailand – Finland                       | 1 – 0                                 | King's Cup                            |                                       |
| 98                                    | 11 februari 1996                      | Denemarken – Finland                     | 0 – 0                                 | King's Cup                            |                                       |
| 99                                    | 16 februari 1996                      | Thailand – Finland                       | 5 – 2                                 | King's Cup                            |                                       |
| 100                                   | 16 maart 1996                         | Koeweit – Finland                        | 0 – 1                                 | Oefeninterland                        |                                       |

## Trainerscarrière
Tussen 2001 en 2010 was hij coach van Tampere United waarmee hij in 2001, 2006, 2007 kampioen werd en in 2007 de beker won. Zijn zoon Jonne speelt als middenvelder voor Tampere.

## Erelijst

### Speler
Met Ilves Tampere:
- Veikkausliiga: 1983
- Suomen Cup: 1990

Met HJK Helsinki:
- Suomen Cup: 1996

Individueel:
- Fins voetballer van het jaar: 1987

### Trainer
Met Tampere United:
- Veikkausliiga: 2001, 2006, 2007
- Suomen Cup: 2007
- Liigacup: 2009